# Bransdale
Bransdale är en civil parish i Storbritannien.   Den ligger i kommunen North Yorkshire i riksdelen England, i den centrala delen av landet, 300 km norr om huvudstaden London.
Den består av spridd bebyggelse i dalen Bransdale. 